# نسيج طلائي عمودي طبقي
الظهارة العمودية الطبقية هي نوع نادر من الأنسجة الظهارية تتكون من خلايا على شكل عمود مرتبة في طبقات متعددة. يوجد في الملتحمة والبلعوم والشرج ومجرى البول عند الذكور.

## موقع
تم العثور على ظهارة عمودية طبقية في مجموعة متنوعة من المواقع، بما في ذلك:
- أجزاء من ملتحمة العين[3][4]
- أجزاء من البلعوم[5]
- فتحة الشرج[5][6]
- رحم[بحاجة لمصدر]
- ذكر مجرى البول والأسهر[5][7]
- القنوات الفصية في الغدد اللعابية[بحاجة لمصدر]

## علم الأجنة
توجد الظهارة الطبقية العمودية في البداية في أجزاء من الجهاز الهضمي في الرحم، قبل أن يتم استبدالها بأنواع أخرى من الظهارة. على سبيل المثال، في غضون 8 أسابيع، يتم تغطية بطانة المعدة. بحلول 17 أسبوعًا، يتم استبدالها بظهارة عمودية بسيطة. يوجد هذا أيضًا في مريء الجنين.

## وظيفة
تعمل الخلايا في الإفراز والحماية.